# VakıfBank Spor Kulübü 2014-2015
Questa voce raccoglie le informazioni riguardanti il VakıfBank Spor Kulübü nella stagione 2014-2015.

## Organigramma societario
Area direttiva
- Presidente: Osman Demren
- Vicepresidente: Hasan Ecesoy, Mustafa Saydam
- Tesoriere: Uğur Bilgin
- Dirigente: Çelebi Lütfi, Alp Tolga Şimşek, Sibel Yilmaz Sağman
- Direttore generale: Pelin Yüce

Area tecnica
- Allenatore: Giovanni Guidetti
- Assistente allenatore: Dehri Can Dehrioğlu
- Statistico: Fatih Yağcı
- Fisioterapista: Sabri Erdoğan

## Rosa
| N° | Nome                 | Ruolo | Data di nascita  | Nazionalità sportiva |
| -- | -------------------- | ----- | ---------------- | -------------------- |
| 1  | Gizem Örge           | L     | 26 aprile 1993   | Turchia              |
| 2  | Gözde Kırdar         | S     | 26 giugno 1985   | Turchia              |
| 3  | Gizem Güreşen        | L     | 14 gennaio 1987  | Turchia              |
| 4  | Pelin Aroğuz         | S     | 8 maggio 1997    | Turchia              |
| 5  | Kübra Akman          | C     | 13 ottobre 1994  | Turchia              |
| 6  | Sıla Çalışkan        | P     | 16 dicembre 1996 | Turchia              |
| 7  | Çağla Akın           | P     | 19 gennaio 1995  | Turchia              |
| 8  | Ayça Aykaç           | L     | 27 febbraio 1996 | Turchia              |
| 9  | Ceren Kestirengöz    | O     | 19 luglio 1993   | Turchia              |
| 10 | Güldeniz Önal        | S     | 25 marzo 1986    | Turchia              |
| 11 | Bahar Toksoy         | C     | 6 febbraio 1988  | Turchia              |
| 13 | Sheilla de Castro    | O     | 1º luglio 1983   | Brasile              |
| 14 | Elica Vasileva       | S     | 13 maggio 1990   | Bulgaria             |
| 15 | Robin de Kruijf      | C     | 5 maggio 1991    | Paesi Bassi          |
| 16 | Milena Rašić         | C     | 25 ottobre 1990  | Serbia               |
| 17 | Naz Aydemir          | P     | 14 agosto 1990   | Turchia              |
| 18 | Carolina Costagrande | S     | 15 ottobre 1980  | Italia               |

## Mercato
| Acquisti | Acquisti          | Acquisti     | Acquisti   |
| R.       | Nome              | da           | Modalità   |
| -------- | ----------------- | ------------ | ---------- |
| S        | Pelin Aroğuz      | giovanili    | definitivo |
| L        | Ayça Aykaç        | giovanili    | definitivo |
| O        | Ceren Kestirengöz | Yeşilyurt    | definitivo |
| O        | Sheilla de Castro | Osasco       | definitivo |
| S        | Elica Vasileva    | Pink Spiders | definitivo |
| C        | Robin de Kruijf   | River        | definitivo |
| C        | Milena Rašić      | RC Cannes    | definitivo |

| Cessioni | Cessioni           | Cessioni    | Cessioni   |
| R.       | Nome               | a           | Modalità   |
| -------- | ------------------ | ----------- | ---------- |
| O        | Jovana Brakočević  | Azəryol     | definitivo |
| C        | Melis Gürkaynak    | Galatasaray | definitivo |
| S        | Jelena Nikolić     | Azəryol     | definitivo |
| C        | Christiane Fürst   | Eczacıbaşı  | definitivo |
| O        | Polen Uslupehlivan | Fenerbahçe  | definitivo |

## Risultati

### Voleybol 1. Ligi

#### Regular season

##### Andata
| 1ª giornata - 25 ottobre 2014 Burhan Felek Spor Salonu, Istanbul             | VakıfBank   | 3 - 0 | Bursa BB    | 25-23, 25-21, 25-10              |
| 2ª giornata - 1 novembre 2014 Eczacıbaşı Spor Salonu, Istanbul               | Eczacıbaşı  | 3 - 2 | VakıfBank   | 20-25, 28-26, 18-25, 25-11, 15-7 |
| 3ª giornata - 4 novembre 2014 Cengiz Göllü Kapalı Spor Salonu, Bursa         | Nilüfer     | 1 - 3 | VakıfBank   | 14-25, 25-18, 20-25, 18-25       |
| 4ª giornata - 8 novembre 2014 TVF 50. Yıl Spor Salonu, Istanbul              | VakıfBank   | 3 - 0 | İlbank      | 28-26, 25-12, 25-20              |
| 5ª giornata - 16 novembre 2014 Yeşilyurt Spor Salonu, Istanbul               | Yeşilyurt   | 1 - 3 | VakıfBank   | 6-25, 10-25, 25-21, 18-25        |
| 6ª giornata - 22 novembre 2014 Burhan Felek Spor Salonu, Istanbul            | VakıfBank   | 3 - 1 | Fenerbahçe  | 25-19, 20-25, 25-12, 25-21       |
| 7ª giornata - 30 novembre 2014 BJK Akatlar Arena, Istanbul                   | Beşiktaş    | 0 - 3 | VakıfBank   | 15-25, 18-25, 16-25              |
| 8ª giornata - 2 dicembre 2014 Burhan Felek Spor Salonu, Istanbul             | VakıfBank   | 3 - 0 | Çanakkale   | 25-17, 25-16, 25-16              |
| 9ª giornata - 6 dicembre 2014 Bahçeköy Orman Fakültesi Spor Salonu, Istanbul | Sarıyer     | 0 - 3 | VakıfBank   | 8-25, 17-25, 17-25               |
| 10ª giornata - 14 dicembre 2014 Burhan Felek Spor Salonu, Istanbul           | VakıfBank   | 3 - 0 | Galatasaray | 25-18, 29-27, 31-29              |
| 11ª giornata - 20 dicembre 2014 Beşikdüzü Spor Salonu, Trebisonda            | İdman Ocağı | 0 - 3 | VakıfBank   | 12-25, 19-25, 23-25              |

##### Ritorno
| 12ª giornata - 10 gennaio 2015 Cengiz Göllü Kapalı Spor Salonu, Bursa | Bursa BB    | 1 - 3 | VakıfBank   | 25-22, 23-25, 11-25, 19-25        |
| 13ª giornata - 18 gennaio 2015 Burhan Felek Spor Salonu, Istanbul     | VakıfBank   | 2 - 3 | Eczacıbaşı  | 19-25, 16-25, 25-17, 25-20, 7-15  |
| 14ª giornata - 25 gennaio 2015 Burhan Felek Spor Salonu, Istanbul     | VakıfBank   | 3 - 0 | Nilüfer     | 25-10, 25-13, 25-19               |
| 15ª giornata - 1 febbraio 2015 Başkent Voleybol Salonu, Ankara        | İlbank      | 1 - 3 | VakıfBank   | 25-23, 16-25, 14-25, 20-25        |
| 16ª giornata - 5 febbraio 2015 Burhan Felek Spor Salonu, Istanbul     | VakıfBank   | 3 - 0 | Yeşilyurt   | 25-18, 25-19, 25-16               |
| 17ª giornata - 15 febbraio 2015 Burhan Felek Spor Salonu, Istanbul    | Fenerbahçe  | 2 - 3 | VakıfBank   | 25-16, 20-25, 25-21, 22-25, 13-15 |
| 18ª giornata - 22 febbraio 2015 Burhan Felek Spor Salonu, Istanbul    | VakıfBank   | 3 - 0 | Beşiktaş    | 25-18, 25-14, 25-19               |
| 19ª giornata - 1 marzo 2015 Anafartalar Spor Salonu, Çanakkale        | Çanakkale   | 0 - 3 | VakıfBank   | 11-25, 19-25, 14-25               |
| 20ª giornata - 8 marzo 2015 Burhan Felek Spor Salonu, Istanbul        | VakıfBank   | 3 - 0 | Sarıyer     | 25-17, 25-20, 25-22               |
| 21ª giornata - 15 marzo 2015 Burhan Felek Spor Salonu, Istanbul       | Galatasaray | 1 - 3 | VakıfBank   | 25-23, 22-25, 18-25, 13-25        |
| 22ª giornata - 22 marzo 2015 Burhan Felek Spor Salonu, Istanbul       | VakıfBank   | 3 - 0 | İdman Ocağı | 25-18, 25-18, 25-17               |

#### Play-off scudetto
| Quarti di finale (gara 1) - 15 aprile 2015 Yomra Spor Salonu, Trebisonda      | İdman Ocağı | 1 - 3 | VakıfBank   | 13-25, 17-25, 29-27, 21-25       |
| Quarti di finale (gara 2) - 18 aprile 2015 Burhan Felek Spor Salonu, Istanbul | VakıfBank   | 3 - 0 | İdman Ocağı | 25-11, 25-16, 25-11              |
| Final four (gara 1) - 22 aprile 2015 İzmir Atatürk Spor Salonu, Smirne        | VakıfBank   | 3 - 1 | Galatasaray | 25-23, 24-26, 25-23, 25-22       |
| Final four (gara 2) - 23 aprile 2015 İzmir Atatürk Spor Salonu, Smirne        | Eczacıbaşı  | 0 - 3 | VakıfBank   | 18-25, 16-25, 20-25              |
| Final four (gara 3) - 24 aprile 2015 İzmir Atatürk Spor Salonu, Smirne        | VakıfBank   | 0 - 3 | Fenerbahçe  | 26-28, 21-25, 22-25              |
| Final four (gara 4) - 29 aprile 2015 Başkent Voleybol Salonu, Ankara          | Fenerbahçe  | 3 - 2 | VakıfBank   | 22-25, 18-25, 25-23, 25-19, 15-7 |
| Final four (gara 5) - 30 aprile 2015 Başkent Voleybol Salonu, Ankara          | VakıfBank   | 3 - 0 | Eczacıbaşı  | 25-22, 25-21, 29-27              |
| Final four (gara 6) - 1 maggio 2015 Başkent Voleybol Salonu, Ankara           | Galatasaray | 3 - 2 | VakıfBank   | 18-25, 25-22, 20-25, 26-24, 15-8 |

### Coppa di Turchia

#### Fase a eliminazione diretta
| Quarti di finale (andata) - 19 novembre 2014 BJK Akatlar Arena, Istanbul         | Beşiktaş  | 0 - 3 | VakıfBank   | 15-25, 20-25, 19-25               |
| Quarti di finale (ritorno) - 26 febbraio 2015 Burhan Felek Spor Salonu, Istanbul | VakıfBank | 3 - 0 | Beşiktaş    | 25-13, 25-11, 25-17               |
| Semifinale - 11 aprile 2015 Başkent Voleybol Salonu, Ankara                      | VakıfBank | 3 - 2 | Galatasaray | 25-12, 16-25, 18-25, 25-19, 15-13 |
| Finale - 12 aprile 2015 Başkent Voleybol Salonu, Ankara                          | VakıfBank | 2 - 3 | Fenerbahçe  | 18-25, 25-23, 25-23, 14-25, 9-15  |

### Supercoppa turca

#### Fase a eliminazione diretta
| Finale - 21 ottobre 2014 Başkent Voleybol Salonu, Ankara | VakıfBank | 3 - 0 | Fenerbahçe | 25-20, 25-18, 25-23 |

### Champions League

#### Fase a gironi
| 1ª giornata - 13 novembre 2014 Burhan Felek Spor Salonu, Istanbul | VakıfBank | 3 - 0 | Partizan  | 25-18, 25-10, 25-19               |
| 2ª giornata - 26 novembre 2014 PalaBanca, Piacenza                | River     | 0 - 3 | VakıfBank | 12-25, 14-25, 18-25               |
| 3ª giornata - 11 dicembre 2014 Burhan Felek Spor Salonu, Istanbul | VakıfBank | 1 - 3 | RC Cannes | 23-25, 25-23, 24-26, 25-27        |
| 4ª giornata - 13 gennaio 2015 Palais des Victoires, Cannes        | RC Cannes | 0 - 3 | VakıfBank | 11-25, 22-25, 12-25               |
| 5ª giornata - 21 gennaio 2015 Burhan Felek Spor Salonu, Istanbul  | VakıfBank | 3 - 2 | River     | 19-25, 22-25, 25-14, 25-13, 21-19 |
| 6ª giornata - 28 gennaio 2015 Šumice Sport Center, Belgrado       | Partizan  | 0 - 3 | VakıfBank | 13-25, 11-25, 11-25               |

#### Fase ad eliminazione diretta
| Play-off a 12 (andata) - 10 febbraio 2015 Centr volejbola Sankt-Peterburg, Kazan' | Dinamo-Kazan | 2 - 3 | VakıfBank     | 26-24, 21-25, 20-25, 27-25, 7-15  |
| Play-off a 12 (ritorno) - 19 febbraio 2015 Burhan Felek Spor Salonu, Istanbul     | VakıfBank    | 3 - 0 | Dinamo-Kazan  | 25-22, 25-21, 25-14               |
| Play-off a 6 (andata) - 5 marzo 2015 Burhan Felek Spor Salonu, Istanbul           | VakıfBank    | 3 - 1 | Fenerbahçe    | 25-23, 28-26, 19-25, 25-16        |
| Play-off a 6 (andata) - 12 marzo 2015 Burhan Felek Spor Salonu, Istanbul          | Fenerbahçe   | 3 - 2 | VakıfBank     | 25-20, 25-20, 21-25, 15-25, 15-12 |
| Semifinali - 4 aprile 2015 Arena Szczecin, Stettino                               | VakıfBank    | 1 - 3 | Eczacıbaşı    | 22-25, 25-16, 22-25, 22-25        |
| Finale 3º posto - 5 aprile 2015 Arena Szczecin, Stettino                          | VakıfBank    | 3 - 0 | Chemik Police | 25-19, 25-21, 25-17               |

## Statistiche

### Statistiche di squadra
| Competizione     | Punti | In casa | In casa | In casa | In trasferta | In trasferta | In trasferta | Totale | Totale | Totale |
| Competizione     | Punti | G       | V       | P       | G            | V            | P            | G      | V      | P      |
| ---------------- | ----- | ------- | ------- | ------- | ------------ | ------------ | ------------ | ------ | ------ | ------ |
| Voleybol 1. Ligi | 64,1  | 12      | 11      | 1       | 12           | 11           | 1            | 30     | 25     | 5      |
| Coppa di Turchia | -     | 1       | 1       | 0       | 1            | 1            | 0            | 2      | 1      | 1      |
| Supercoppa turca | -     | -       | -       | -       | -            | -            | -            | 1      | 1      | 0      |
| Champions League | 14    | 5       | 4       | 1       | 5            | 4            | 1            | 12     | 9      | 3      |
| Totale           | -     | 18      | 16      | 2       | 18           | 16           | 2            | 45     | 36     | 9      |

G = partite giocate; V = partite vinte; P = partite perse

### Statistiche dei giocatori
| Giocatore      | Campionato | Campionato | Campionato | Campionato | Campionato | Coppa di Turchia | Coppa di Turchia | Coppa di Turchia | Coppa di Turchia | Coppa di Turchia | Supercoppa turca | Supercoppa turca | Supercoppa turca | Supercoppa turca | Supercoppa turca | Champions League | Champions League | Champions League | Champions League | Champions League | Totale | Totale | Totale | Totale | Totale |
| Giocatore      | P          | PT         | AV         | MV         | BV         | P                | PT               | AV               | MV               | BV               | P                | PT               | AV               | MV               | BV               | P                | PT               | AV               | MV               | BV               | P      | PT     | AV     | MV     | BV     |
| -------------- | ---------- | ---------- | ---------- | ---------- | ---------- | ---------------- | ---------------- | ---------------- | ---------------- | ---------------- | ---------------- | ---------------- | ---------------- | ---------------- | ---------------- | ---------------- | ---------------- | ---------------- | ---------------- | ---------------- | ------ | ------ | ------ | ------ | ------ |
| Ç. Akın        | 24         | 30         | 5          | 16         | 9          | 4                | 3                | 0                | 1                | 2                | 1                | 0                | 0                | 0                | 0                | 10               | 1                | 0                | 0                | 1                | 39     | 48     | 5      | 17     | 12     |
| K. Akman       | 23         | 215        | 118        | 77         | 20         | 4                | 22               | 11               | 10               | 1                | 0                | 0                | 0                | 0                | 0                | 3                | 15               | 8                | 5                | 2                | 30     | 252    | 137    | 92     | 23     |
| P. Aroğuz      | 1          | 2          | 2          | 0          | 0          | 0                | 0                | 0                | 0                | 0                | -                | -                | -                | -                | -                | -                | -                | -                | -                | -                | 1      | 2      | 2      | 0      | 0      |
| N. Aydemir     | 28         | 55         | 20         | 21         | 14         | 4                | 10               | 4                | 5                | 1                | 1                | 4                | 1                | 3                | 0                | 12               | 30               | 12               | 12               | 6                | 45     | 99     | 37     | 41     | 21     |
| A. Aykaç       | 9          | 2          | 1          | 0          | 1          | 1                | 0                | 0                | 0                | 0                | -                | -                | -                | -                | -                | -                | -                | -                | -                | -                | 10     | 2      | 1      | 0      | 1      |
| S. Çalışkan    | 0          | 0          | 0          | 0          | 0          | 0                | 0                | 0                | 0                | 0                | -                | -                | -                | -                | -                | -                | -                | -                | -                | -                | 0      | 0      | 0      | 0      | 0      |
| C. Costagrande | 11         | 106        | 71         | 21         | 14         | 1                | 11               | 11               | 0                | 0                | -                | -                | -                | -                | -                | 12               | 116              | 86               | 17               | 13               | 24     | 233    | 168    | 38     | 27     |
| S. de Castro   | 25         | 271        | 217        | 16         | 38         | 4                | 28               | 24               | 3                | 1                | 1                | 16               | 13               | 2                | 1                | 12               | 178              | 141              | 17               | 20               | 42     | 493    | 395    | 38     | 60     |
| R. de Kruijf   | 8          | 97         | 76         | 19         | 2          | 0                | 0                | 0                | 0                | 0                | -                | -                | -                | -                | -                | 12               | 100              | 72               | 21               | 7                | 20     | 197    | 148    | 40     | 9      |
| G. Güreşen     | 16         | 0          | 0          | 0          | 0          | 1                | 0                | 0                | 0                | 0                | 1                | 0                | 0                | 0                | 0                | 11               | 0                | 0                | 0                | 0                | 29     | 0      | 0      | 0      | 0      |
| C. Kestirengöz | 27         | 94         | 67         | 15         | 12         | 3                | 9                | 7                | 2                | 0                | 1                | 0                | 0                | 0                | 0                | -                | -                | -                | -                | -                | 31     | 102    | 74     | 17     | 12     |
| G. Kırdar      | 26         | 255        | 207        | 34         | 14         | 4                | 34               | 28               | 4                | 2                | 1                | 17               | 16               | 1                | 0                | 10               | 83               | 70               | 11               | 2                | 41     | 389    | 321    | 50     | 18     |
| G. Önal        | 28         | 160        | 124        | 11         | 25         | 3                | 5                | 3                | 1                | 1                | 1                | 0                | 0                | 0                | 0                | 10               | 7                | 3                | 0                | 4                | 42     | 172    | 130    | 12     | 30     |
| G. Örge        | 21         | 1          | 0          | 1          | 0          | 4                | 0                | 0                | 0                | 0                | 0                | 0                | 0                | 0                | 0                | 6                | 0                | 0                | 0                | 0                | 31     | 1      | 0      | 1      | 0      |
| M. Rašić       | 16         | 198        | 124        | 61         | 13         | 4                | 56               | 35               | 18               | 3                | 1                | 8                | 2                | 5                | 1                | 12               | 162              | 105              | 45               | 12               | 33     | 424    | 266    | 129    | 29     |
| B. Toksoy      | 24         | 197        | 117        | 57         | 23         | 2                | 9                | 7                | 2                | 0                | 1                | 7                | 3                | 3                | 1                | 3                | 7                | 5                | 0                | 2                | 30     | 220    | 132    | 62     | 26     |
| E. Vasileva    | 18         | 199        | 158        | 24         | 17         | 3                | 44               | 32               | 7                | 5                | 1                | 6                | 6                | 0                | 0                | 11               | 105              | 81               | 18               | 6                | 33     | 354    | 277    | 49     | 28     |

P = presenze; PT = punti totali; AV = attacchi vincenti; MV = muri vincenti; BV = battute vincenti